# Bahnhof Figueira da Foz
Der Bahnhof Figueira da Foz (auch Estação da Figueira da Foz oder Estação Ferroviária de Figueira da Foz) ist ein Bahnhof in der portugiesischen Stadt Figueira da Foz. Der innerstädtisch gelegene Kopfbahnhof ist der Endpunkt der Linha do Oeste und des seit 2009 ausgesetzten Ramal da Figueira da Foz. 
Der Bahnhof Figueira da Foz bildet eine bauliche Einheit mit dem Busbahnhof von Figueira da Foz, jedoch unterhalten sie eigene, getrennte Schalterhallen.

## Geschichte
Der Bahnhof wurde am 3. August 1882 eröffnet, als Endpunkt der Linha da Beira Alta. Der Anschluss an die Linha do Oeste erfolgte am 17. Juli 1888.
Die einst bedeutende Instandhaltungseinheit der CP und später der EMEF am Bahnhof Figueira verlor über die Jahre an Bedeutung und wurde schließlich 2011 ganz geschlossen.

## Verkehr
Inzwischen verkehrt hier nur Nah- und Regionalverkehr (Urbanos, Regionais, Interregionais), nachdem der Bahnhof bis 1997 auch von Intercidades angefahren wurde.
Direkt neben dem eigentlichen Bahnhof schließt sich zudem der zentrale Busbahnhof der Stadt an, der von lokalen und regionalen Buslinien angefahren wird, aber auch in das landesweite Fernbusnetz der Rede Expressos u. a. eingebunden ist.

## Galerie

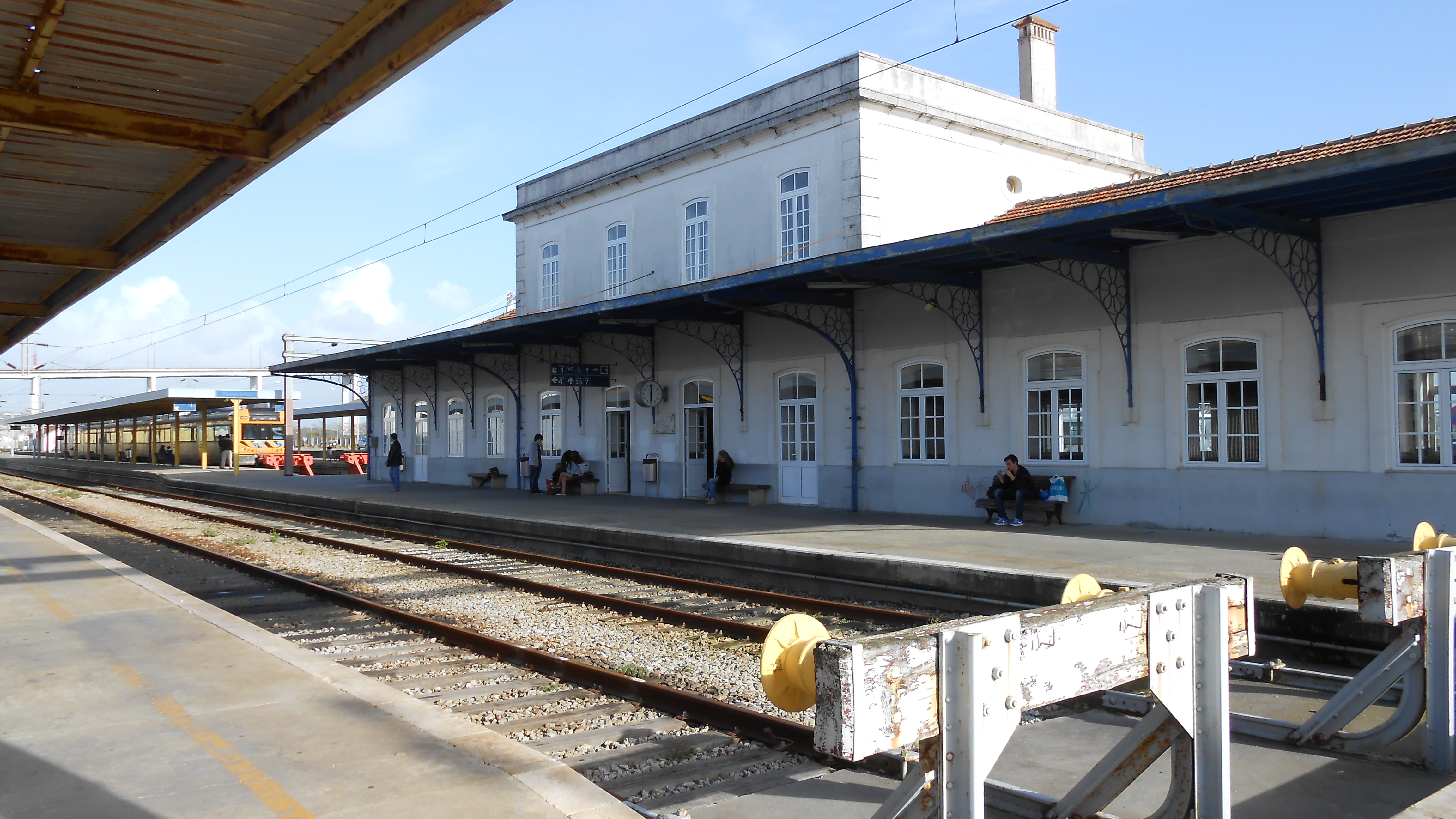
Im Bahnhof Figueira da Foz
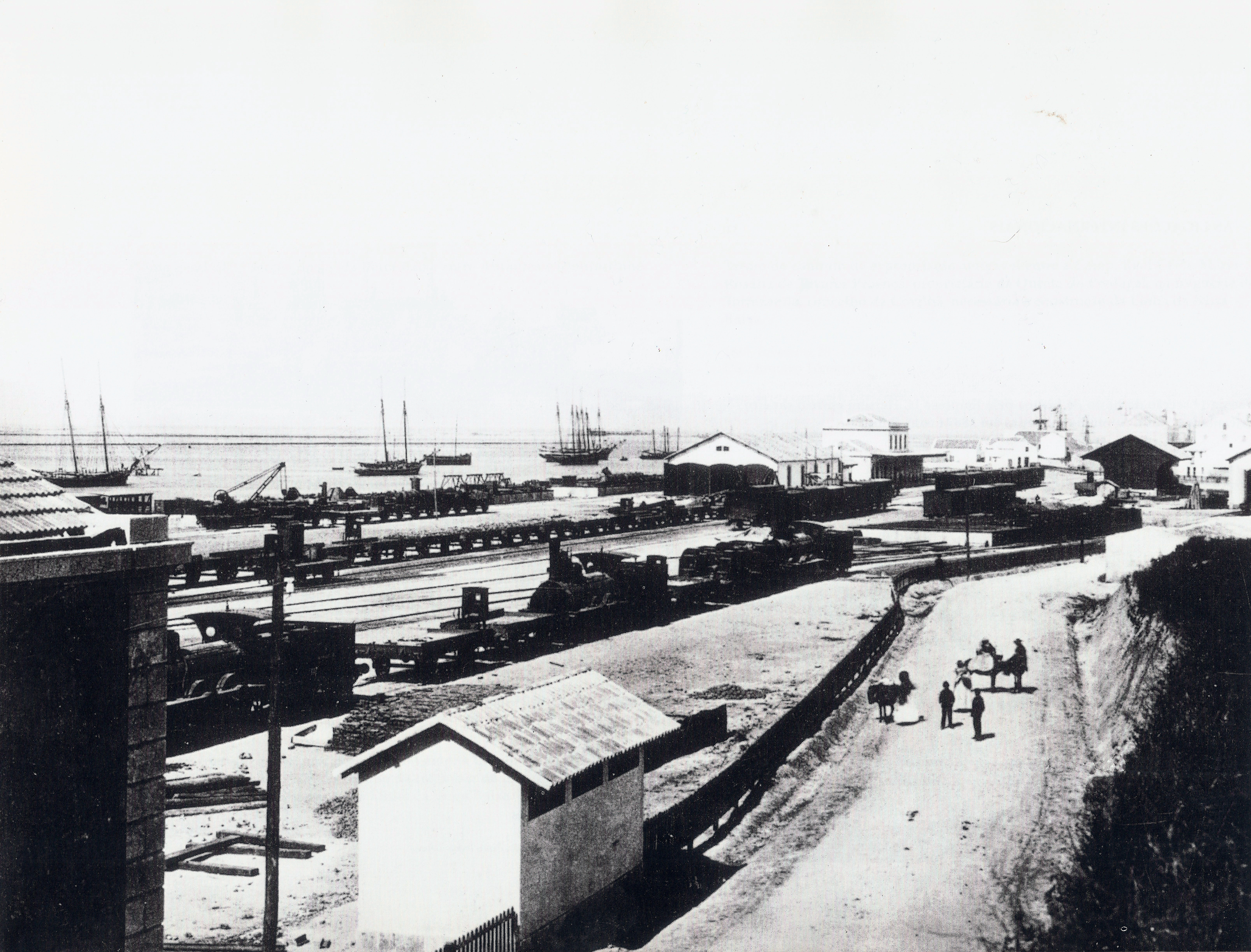
Der Bahnhof Figueira um die Jahrhundertwende
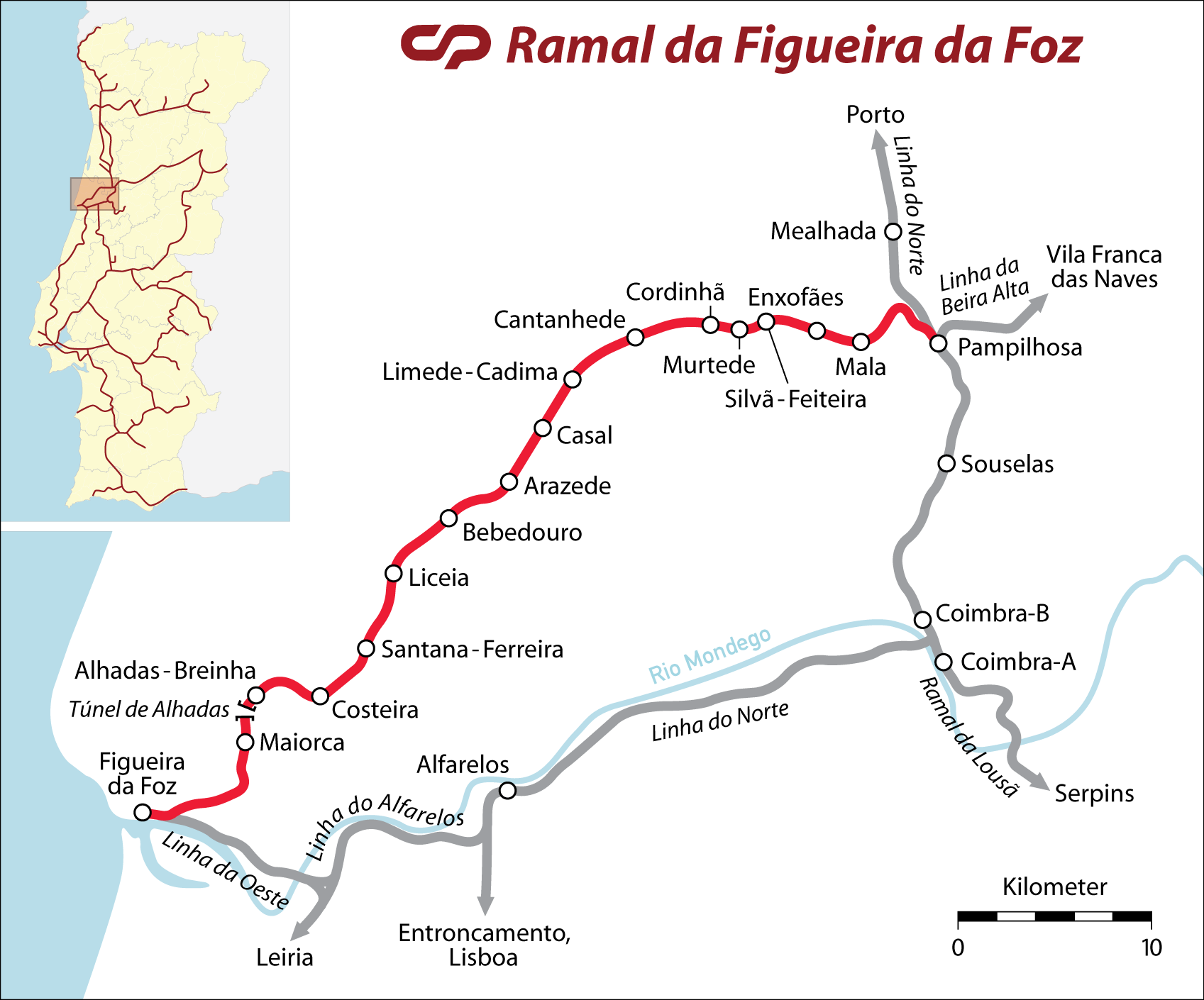
Die Strecke, deren Endpunkt der Bahnhof Figueira ist
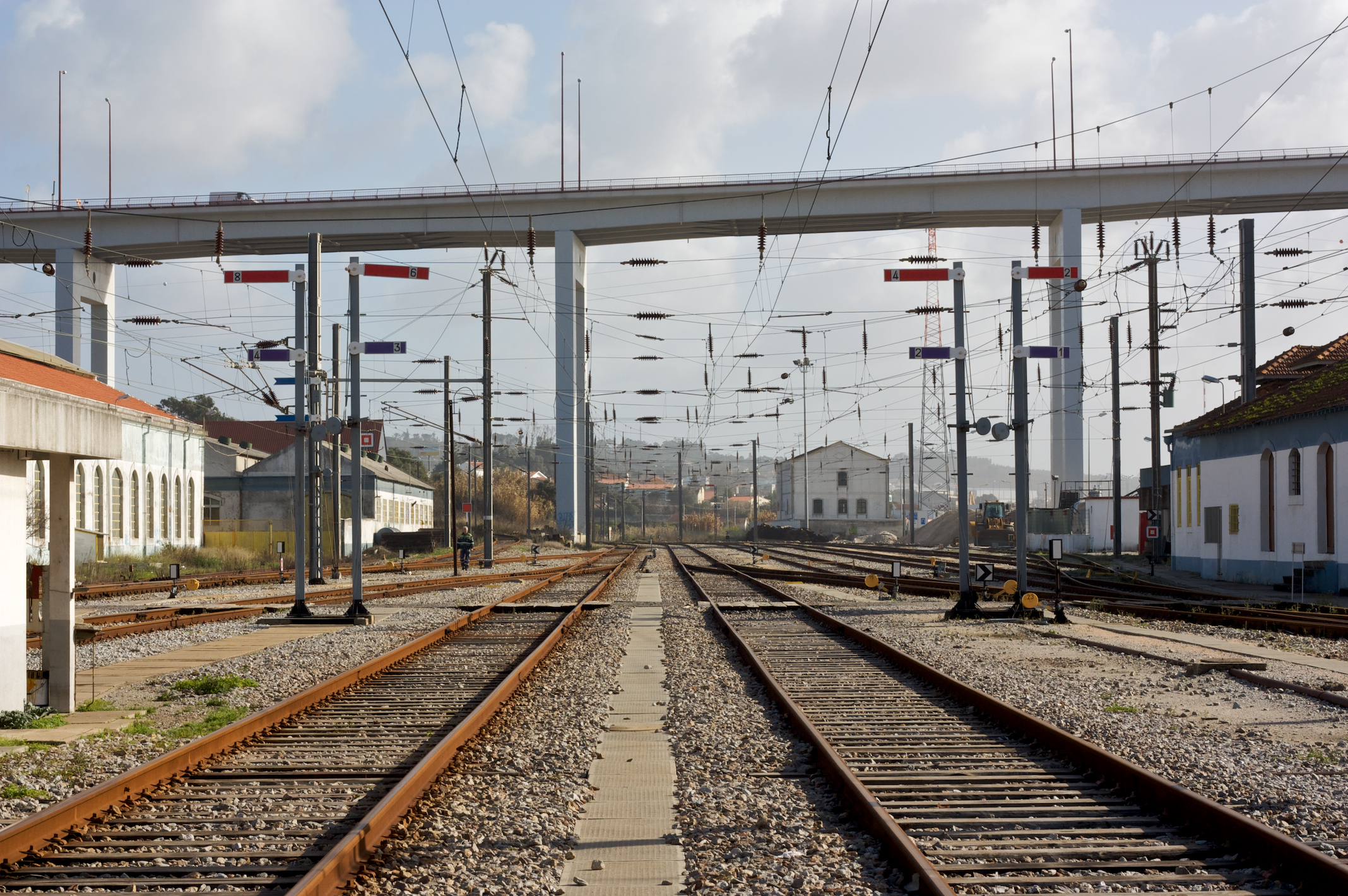
Blick vom Kopfbahnhof auf die ausgehende Strecke
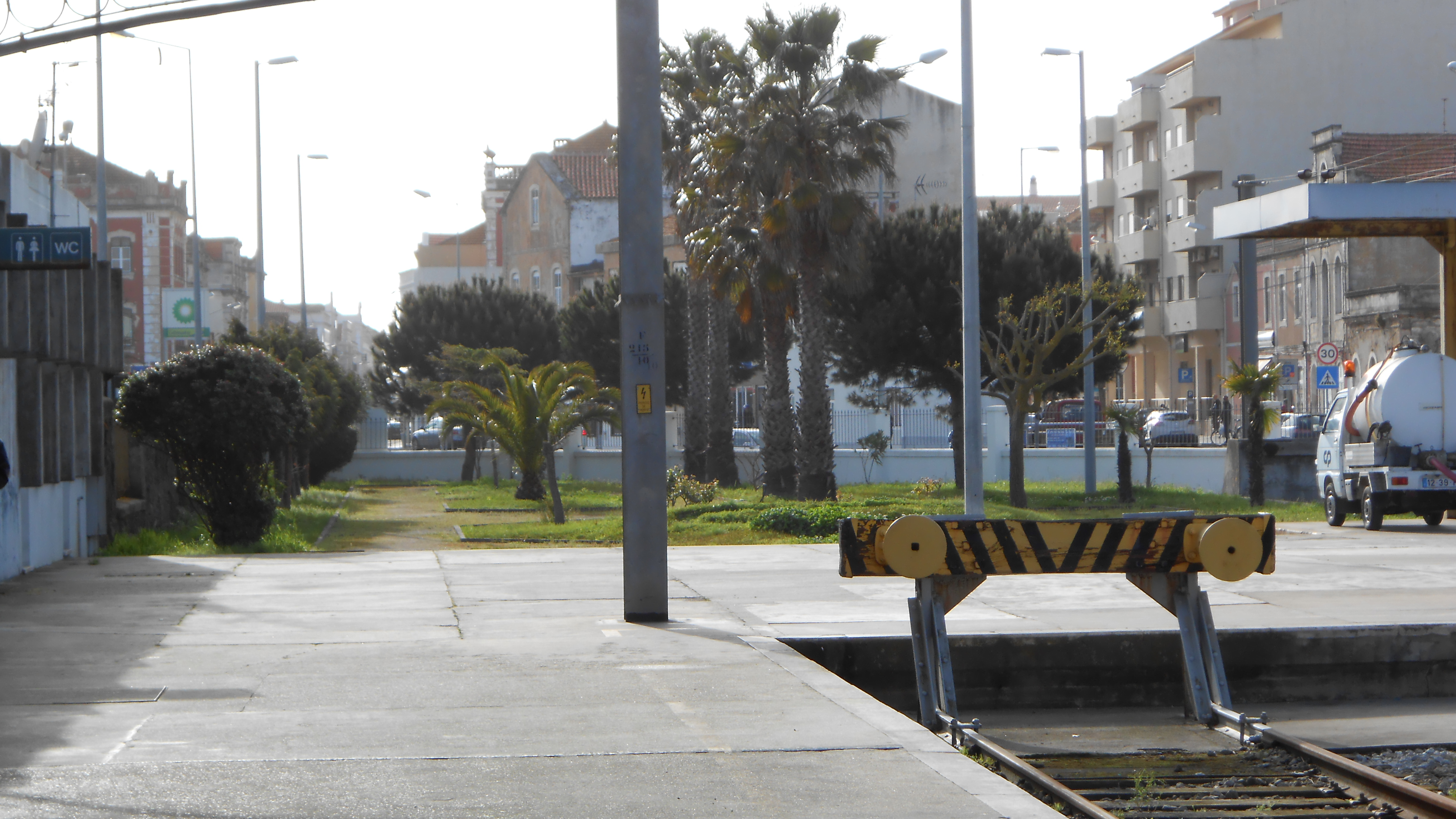
Der Kopfbahnhof Figueira da Foz
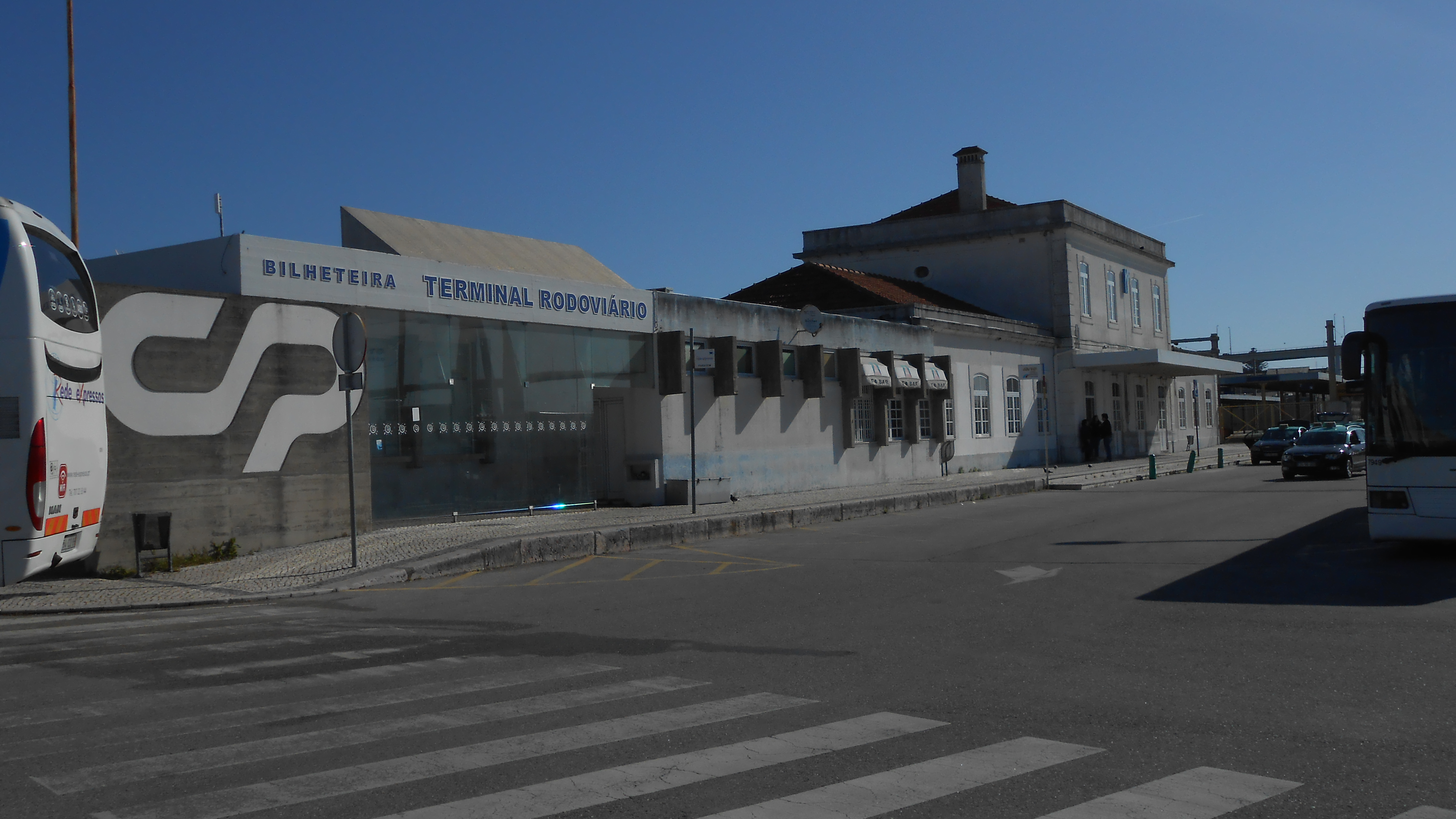
Busbahnhof und Bahnhof